# Gare de Martres-Tolosane
La gare de Martres-Tolosane est une gare ferroviaire française de la ligne de Toulouse à Bayonne, située sur le territoire de la commune de Martres-Tolosane, dans le département de la Haute-Garonne, en région Occitanie. 
Elle est mise en service en 1862 par la Compagnie des chemins de fer du Midi et du Canal latéral à la Garonne. 
C'est une gare de la Société nationale des chemins de fer français (SNCF) desservie par des trains régionaux TER Occitanie.

## Situation ferroviaire
Établie à 263 mètres d'altitude, la gare de Martres-Tolosane est située au point kilométrique (PK) 61,552 de la ligne de Toulouse à Bayonne, entre les gares de Cazères-sur-Garonne et de Boussens.
La gare dépend de la région ferroviaire de Toulouse. Elle est équipée de deux quais : le quai 1 dispose d'une longueur utile de 138 m pour la voie 1, le quai 2 d'une longueur utile de 138 m pour la voie 2.

## Histoire
La station de Martres-Tolosane est mise en service le 9 juin 1862 par la Compagnie des chemins de fer du Midi et du Canal latéral à la Garonne lorsqu'elle ouvre la section de Portet-Saint-Simon à Montréjeau, qui permet la circulation des trains depuis Toulouse.
Les quais ont été entièrement rénovés en 2015. Le bâtiment principal de la gare est désaffecté et actuellement à l'abandon. Néanmoins, un projet de restructuration est en cours. Il prévoit de rénover entièrement le bâtiment voyageurs, lui ajouter une extension, rénover le bâtiment des sanitaires, mettre en valeur le jardin existant, et enfin aménager les abords avec la création d'un espace de stationnement pour les véhicules particuliers et les autocars. Une brasserie doit également ouvrir dans le bâtiment. Les travaux sont prévus au cours de l'année 2025, pour une ouverture au public au plus tard le 01 janvier 2026.
En 2015, selon les estimations de la SNCF, la fréquentation annuelle de la gare était de 23 196 voyageurs.

## Fréquentation
De 2015 à 2020, selon les estimations de la SNCF, la fréquentation annuelle de la gare s'élève aux nombres indiqués dans le tableau ci-dessous :
| Année           | 2015   | 2016   | 2017   | 2018   | 2019   | 2020   | 2021   | 2022   | 2023   |
| --------------- | ------ | ------ | ------ | ------ | ------ | ------ | ------ | ------ | ------ |
| Voyageurs seuls | 24 089 | 24 474 | 22 694 | 18 094 | 26 839 | 24 473 | 31 815 | 37 121 | 36 201 |

## Service des voyageurs

### Accueil
Halte SNCF, c'est un point d'arrêt non géré (PANG) à entrée libre. La gare est équipée d'un affichage électronique et de deux abris pour les voyageurs mais ne dispose pas d'automates de vente.

### Desserte
Martres-Tolosane est desservie par des trains TER Occitanie qui effectuent des missions entre les gares de Toulouse-Matabiau et de Montréjeau - Gourdan-Polignan, ou de Tarbes, ou de Pau.

### Intermodalité
Le parking des véhicules est possible à proximité.